# Указ № 5 Государственного управления по делам религий КНР
Указ № 5 Государственного управления по делам религий (упр. кит. 国家宗教事务局令第5号, трад. кит. 國家宗教事務局令第5號), официально называемый Мерами по управлению реинкарнацией живых Будд (упр. кит. 藏传佛教活佛转世管理办法; трад. кит. 藏傳佛教活佛轉世管理辦法) — указ Государственного управления по делам религий, агентства КНР, ответственного за взятие религии под контроль государства. Указ № 5 гласит, что перед тем, как признать кого-либо в качестве тулку (реинкарнацией учителя), каждый буддийский храм страны должен подавать заявку на перевоплощение.
Тибетские буддисты считают, что ламы и другие религиозные деятели могут сознательно влиять на свои перерождения и часто перерождаются по многу раз, чтобы продолжать свои религиозные занятия. Тулку, о которых идёт речь, переводится с тибетского как живые Будды. В 2007 году китайское правительство приняло постановление, вступившее в силу с 1 сентября, что каждый из тех, кто планирует возродиться, должен заполнить заявление и подать его в несколько государственных органов для утверждения.

## Указ
3 августа 2007 г. китайское государственное управление по делам религий издало указ, согласно которому все реинкарнации тулку в тибетском буддизме должны получить одобрение правительства, в противном случае они являются «незаконными и недействительными». В указе говорится, что «это является важным шагом к институционализации управления реинкарнациями живых Будд. Выбор перевоплощаемых должен сохранять национальное единство и солидарность всех этнических групп, и процесс этого выбора не может подвергаться влиянию какой-либо группы или отдельного человека извне страны». Указ требует также, чтобы храмы, подающие заявку на реинкарнацию живого Будды, «были юридически зарегистрированными местами проведения деятельности, связанной с тибетским буддизмом, имели возможность воспитывать и располагали достойными средствами для поддержки живого Будды».
Заявки на реинкарнацию должны быть представлены на утверждение четырём государственным органам, а именно провинциальному управлению по делам религий, провинциальным органам власти, Государственному управлению по делам религий и Государственному Совету.

### Регулирование
Правила состоят из 14 статей, в том числе принцип, условия, порядок утверждения, обязанности и ответственность религиозных групп для перевоплощения, а также наказания для тех, кто нарушает правила. Предполагается, что они гарантируют нормальную религиозную деятельность тибетского буддизма и защищают религиозные верования тибетских буддистов в соответствии с законом.
Государственное управление по делам религий заявило, что «правительство только администрирует религиозные дела, связанные с государственными и общественными интересами, и не будет вмешиваться в чисто внутренние религиозные дела».

### Влияние
Официальное Агентство Новостей «Синьхуа» заявило, что новые правила являются «важным шагом к институционализации управления реинкарнациями живых Будд». Тулку — важный элемент в тибетском буддизме, образующие духовенство из влиятельных религиозных деятелей. Считается, они постоянно перевоплощаются, чтобы занять свои места заново. Зачастую существует более одного кандидата, претендующего на то, чтобы быть признанным в качестве настоящей реинкарнации, и власти решают, кто на самом деле обладает этой властью.
Указ был реализован в ответ на протесты духовенства о реинкарнации живых Будд «вопреки религиозному ритуалу и историческим обычаям», по мнению китайского правительства. Самые громкие споры о жизни Будды произошли между Далай-ламой и китайским правительством о выборе в 1995 г. Панчен-ламы, вторым по влиятельности в тибетском буддизме после Далай-ламы. С 1991 г. по 2007 г. в Китае перевоплотилось около 1000 живых Будд.